# Pristimantis sobetes
Pristimantis sobetes é uma espécie de anfíbio da família Craugastoridae.
É endémica do Equador.
Os seus habitats naturais são: regiões subtropicais ou tropicais húmidas de alta altitude.
Está ameaçada por perda de habitat.